# Erath County
Erath County je okres ve státě Texas v USA. K roku 2010 zde žilo 37 890 obyvatel. Správním městem okresu je Stephenville. Celková rozloha okresu činí 2 823 km².